# 拐子湖
拐子湖，原寫為拐仔湖，是臺灣苗栗縣三義鄉的一個傳統地域名稱，位於該鄉西部偏北。相較於今日行政區，其範圍大致與西湖村相近。

## 歷史
台灣清治末期至日治初期，拐子湖地區為一街庄，稱為「拐仔湖庄」，隸屬於苗栗一堡。該庄北與三叉河庄為鄰，東與魚藤坪庄為鄰，南邊為鯉魚潭庄，西邊為南勢林庄、石頭坑庄、芎蕉坑庄。
1901年（日治明治三十四年）11月，該庄隸屬於苗栗廳。1909年（明治四十二年）10月，改隸屬於新竹廳。1920年（大正九年），該庄改制並雅化為「拐子湖」大字，隸屬於新竹州苗栗郡三叉庄。
戰後三叉庄改制為三叉鄉，隸屬於新竹縣，大字亦改制為村。1950年桃、竹、苗分治，三叉鄉改隸屬於重新成立的苗栗縣。1953年11月，改名為三義鄉。

## 交通
台鐵山線大致以東北－西南走向蜿蜒經過拐子湖地區東部，但全境皆為隧道，亦未設站。北邊最近的是三義車站，屬三等站，停靠部分莒光號班次及全部區間車；南邊最近的是后里車站，屬三等站，停靠部分自強號、莒光號班次及全部區間車，是中部區間車主要折返點之一。
國道1號又稱「中山高速公路」，是台灣西部兩條縱向高速公路之一，大致以北北東－南南西走向貫穿本地區中部，並在北側近邊界的鄉道苗51線交會口設有三義交流道，由此進入可快速前往台灣西部各地。
省道台13線是香山內湖至豐原的幹道，其中尖山至豐原路段俗稱「尖豐公路」，在本地區境內大致與國道1號併行而位於其西側，但在南側近邊界處轉至國道1號的東側，向北可前往苗栗、竹南、香山，向南可前往后里、豐原。
縣道140號有「苗栗縣南橫公路」的稱號，是苑裡南房至卓蘭的道路，大致以橫向轉縱向經過本地區西南部邊界地帶，向西轉西北可前往國道3號的苑裡交流道、省道台1線路口，最終於南房附近與省道台61線交會，往南轉東南可前往卓蘭的大安溪北岸地帶，最終止於白布帆附近的鄉道中47線。

## 廟宇
- 三義九華山大興善寺